# Кузнецово (Туринський міський округ)
Кузнецо́во (рос. Кузнецово) — присілок у складі Туринського міського округу Свердловської області.
Населення — 89 осіб (2010, 126 у 2002).
Національний склад населення станом на 2002 рік: росіяни — 99 %.